# CN Andromedae
Désignations
CN Andromedae (en abrégé CN And) est une binaire à éclipses de la constellation d'Andromède. Sa magnitude apparente varie de 9,62 à 10,21 selon une période de 0,462 8 jours. C'est une étoile variable de type Beta Lyrae.

## Système
Les deux étoiles du système orbitent très près l'une de l'autre ; leur spectre ne peut pas être séparé et, dans leur ensemble, elles ont le spectre d'une étoile jaune-blanc de la séquence principale de type spectral F5V. Il y a un transfert de masse de l'étoile primaire vers l'étoile secondaire à un taux de 1,4 × 10-7 M☉ an-1. L'orbite de la binaire décroit lentement à un rythme de 1,5 × 10-7 jours/an. Le troisième composant suspecté du système est une naine rouge d'une masse d'environ 0,11 M☉, qui orbite autour de la binaire principale avec une période de 38 ± 4 ans.

## Variabilité
La courbe de lumière de CN Andromedae montre une éclipse primaire, avec sa luminosité descendante à une magnitude apparente de 10,21 et une éclipse secondaire à une magnitude apparente de 9,9. Ce phénomène se répète avec un cycle d'environ 11,1 heures, avec une période décroissante dans le temps en raison du transfert de masse d'une étoile à l'autre.